# ويلهلم ورتنقر
ويلهلم ورتنقر (بالألمانية: Wilhelm Wirtinger)‏ (15 يوليو 1865 - 15 يونيو 1945) هو رياضياتي نمساوي عمل في مجال التحليل المركب، الهندسة الرياضية، الجبر، نظرية الأعداد، زمرة لاي ونظرية العقد.

## حياته
ولد ورتنقر في مدينة ابس ان دير دوناو ‏ في النمسا ثم درس في جامعة فيينا وحصل على درجة الدكتوراة عام 1887 ثم شهادة التأهل للأستاذية في عام 1890.